# Silly-le-Long
Silly-le-Long je francouzská obec v departementu Oise v regionu Hauts-de-France. V roce 2010 zde žilo 1 156 obyvatel.

## Vývoj počtu obyvatel
Počet obyvatel 